# Зеді Сміт
Зеді Сміт (англ. Zadie Smith; *25 жовтня 1975, Лондон) — англійська письменниця, авторка трьох романів. 2003 року вона потрапила до 20-ки найкращих молодих авторів за версією журналу Granta.  Вона приєдналася до Creative Writing Program Нью-Йоркського університету як штатний професор.
Мати письменниці Айвонн Бейлі (Yvonne Bailey) родом з Ямайки, приїхала до Англії 1969 року; батько Гарві Сміт (Harvey Smith) — англієць. Закінчила Кембриджський університет за спеціальністю «англійська література». Почала публікувати оповідання ще студенткою. Пише есе про літературу, кіно, сучасну музику (її молодший брат — відомий репер Док Браун)

## Романи
- 2000: White Teeth (Білі зуби. Київ, 2009)
- 2002: The Autograph Man
- 2005: On Beauty
- 2012: NW (за версією «The Guardian», один із десяти найкращих романів про місто[9])